# Dirk Claes
Dirk Claes (Leuven, 27 mei 1959) is een Belgisch politicus voor CD&V.

## Levensloop
Claes behaalde het diploma sociaal assistent aan de Sociale hogeschool te Heverlee. Beroepshalve werd hij maatschappelijk assistent en ambtenaar.
Hij zetelde vanaf de gemeenteraadsverkiezingen van oktober 1988 in de gemeenteraad van Rotselaar. Van 1995 tot 2018 was hij tevens burgemeester van deze gemeente. Na de lokale verkiezingen van oktober 2012 maakte hij bekend dat het zijn laatste legislatuur werd als burgemeester. Hij verloor zijn volstrekte meerderheid uit vorige legislatuur en vormde vervolgens een coalitie met Open Vld. Deze laatste kreeg de voorkeur boven voormalig kartelpartner N-VA van Piet De Bruyn. Na het einde van zijn burgemeesterschap werd hij begin 2019 eerste schepen van Rotselaar, bevoegd voor Ruimtelijke Ordening, Wonen en Burgerlijke Stand, tot hij eind 2021 afscheid nam van de lokale politiek.
Van 2000 tot 2003 was hij provincieraadslid voor CD&V in Vlaams-Brabant. In mei 2003 stapte hij over naar de Kamer van volksvertegenwoordigers, waar hij was verkozen in de kieskring Leuven. Hij bleef Kamerlid aan de verkiezingen van juni 2007.
Vervolgens zetelde Dirk Claes van 2007 tot 2010 als gecoöpteerd senator in de Senaat. In 2010 werd hij verkozen voor het Nederlands kiescollege. Hij zetelde er van 2007 tot 2014 als effectief lid in de Commissie Binnenlandse Zaken en Administratieve Aangelegenheden en was van 2007 tot 2011 en van 2013 tot 2014 lid van de commissie Sociale Aangelegenheden. Van die eerste commissie was hij van 2007 tot 2010 ondervoorzitter, van de laatste van 2010 tot 2011 voorzitter. Daarnaast was hij plaatsvervangend lid in de commissies Financiën en Economische Aangelegenheden (2007-2014), Justitie (2007-2014), Institutionele Aangelegenheden (2007-2014) en Sociale Aangelegenheden (2011-2013). Van 2010 tot 2011 was hij tevens quaestor van de Senaat. Op maandag 5 december 2011 werd hij unaniem verkozen als CD&V-fractieleider in de senaat. Hij volgde in deze functie Rik Torfs op. Zijn mandaat van senator liep af bij de verkiezingen van mei 2014. Bij die verkiezingen stelde hij zich kandidaat voor het Vlaams Parlement, maar werd niet verkozen.
Hij werd bekend door de wetgeving rond rookvrije horeca, de vernieuwde wetgeving voor studentenarbeid en de verstrengde aanpak van geweldpleging jegens politie en ambtenaren met een openbaar ambt.
In 2011 werden tal van zijn wetsvoorstellen betreffende gelegenheidsarbeid en studentenarbeid opgenomen in het relanceplan voor de economie. Zijn voorstel beschreef een forfaitair stelsel dat een vast bedrag heft op het uurloon van de extra werknemer, dat de sociale zekerheidsbijdragen dekt. Voor de belastingen vermeldde het een bevrijdend tarief van 33 procent. Daarnaast stelde hij een systeem van 100 halve dagen voor betreffende de studentenarbeid. Het huidige bedraagt 50 hele dagen. Hij verdedigde dit standpunt met het argument dat het tegemoet zou komen aan de noden van de moderne arbeidsmarkt.
In 2009 stierf zijn vrouw onverwacht. Samen met zijn dochter baat hij 'Herberg In de Ster, bij Boeres' uit.

## Overzicht deelname politieke verkiezingen
- Provincieraadsverkiezing 8 oktober 2000 - Vlaams-Brabant - District Diest - ... - CD&V - verkozen (Beëindigde zijn mandaat in 2003 na zijn verkiezing als lid van de kamer van volksvertegenwoordigers. Hij werd vervangen door Magda Van Goolen.)
- Kamer van volksvertegenwoordigers 18 mei 2003 - 2e plaats kieskring Leuven - CD&V -verkozen (12.152 voorkeurstemmen)
- Gemeenteraadsverkiezing 8 oktober 2006 - Vlaams-Brabant - Rotselaar - 1e plaats - CD&V-N-VA - verkozen (2.768 voorkeurstemmen)
- Provincieraadsverkiezing 8 oktober 2006 - Vlaams-Brabant - District Diest - 15e plaats - CD&V-N-VA - verkozen (7.940 voorkeurstemmen) (Besloot niet te zetelen en werd vervangen door Bart Stals verkozen met 2.728 voorkeurstemmen)
- Kamer van volksvertegenwoordigers 10 juni 2007 - 1e opvolger kieskring Leuven - CD&V - (18.782 voorkeurstemmen) (Besloot om Carl Devlies, die aangeduid werd als staatssecretaris niet te vervangen.)
- Senaat 10 juni 2007 - geen deelname - wordt aangeduid als gecoöpteerd senator
- Senaat 13 juni 2010 - 1e opvolger kieskring Vlaanderen - CD&V - (35.756 voorkeurstemmen) (Vervangt Marianne Thyssen nadat die op 23 juni 2010 bekendmaakte dat ze haar mandaat in het Europees parlement zal blijven uitoefenen.)
- Gemeenteraad 14 oktober 2012 - Vlaams-Brabant - Rotselaar - 1e plaats - CD&V - verkozen (2.594 voorkeurstemmen)
- Provincieraadsverkiezing 14 oktober 2012 - Vlaams-Brabant - District Diest - 12e plaats - CD&V - verkozen (5.943 voorkeurstemmen) (Besloot niet te zetelen en wordt vervangen door Annita Vandebroeck verkozen met 2.723 voorkeurstemmen)